# Dorfkirche Neutrebbin

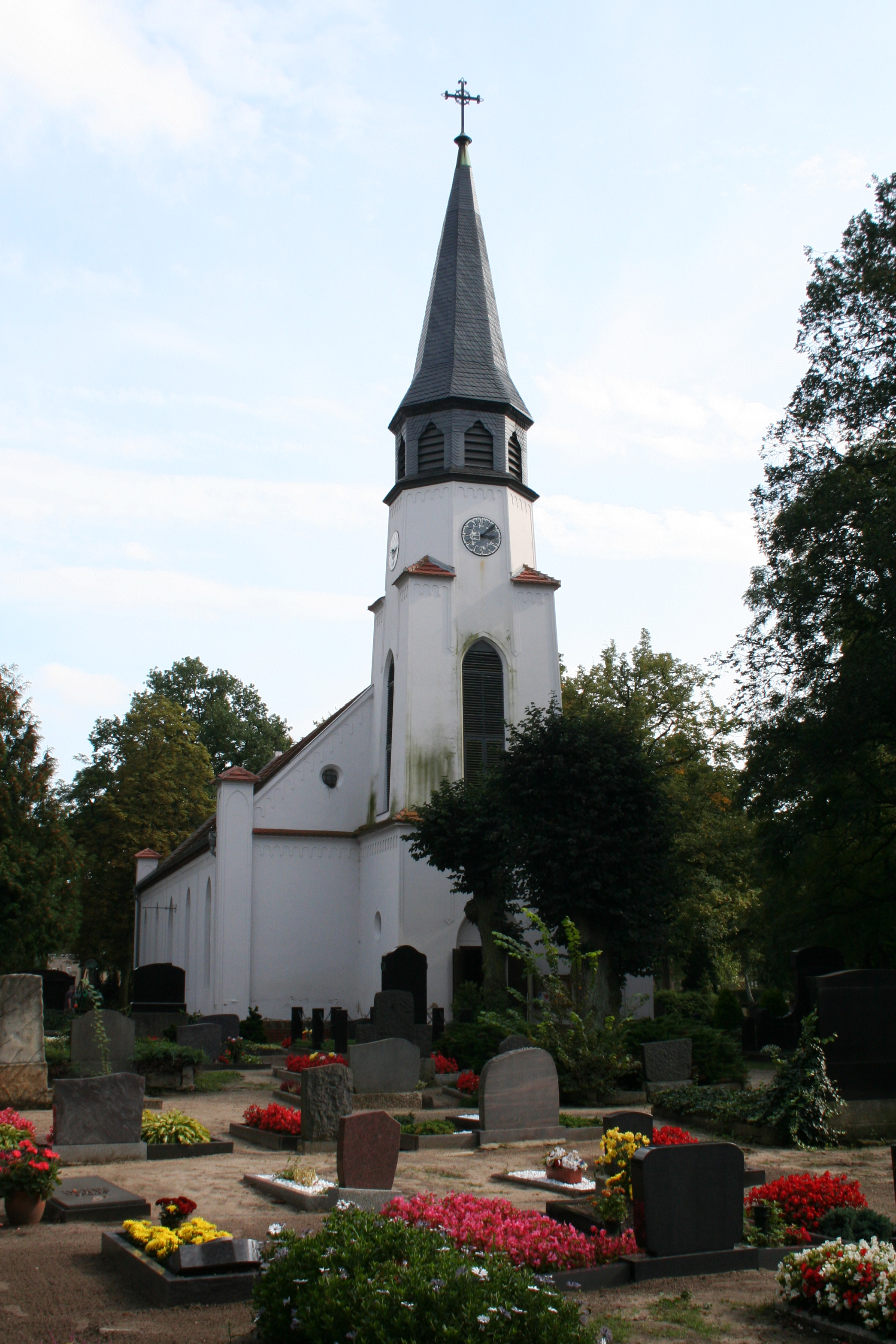
Dorfkirche Neutrebbin

Die evangelische, denkmalgeschützte Dorfkirche Neutrebbin steht in Neutrebbin, einer Gemeinde im Landkreis Märkisch-Oderland in Brandenburg. Die Kirchengemeinde Neutrebbin gehört zur Region Bad Freienwalde im Kirchenkreis Oderland-Spree der Evangelischen Kirche Berlin-Brandenburg-schlesische Oberlausitz.

## Beschreibung
Die neugotische Saalkirche wurde 1816/17 anstelle des abgerissenen Vorgängerbaus, einer Fachwerkkirche von 1770, nach einem von Karl Friedrich Schinkel überarbeiteten Entwurf von Carl Dornstein am gleichen Standort gebaut. Sie besteht aus einem Langhaus, das mit einem Satteldach bedeckt ist, einer Sakristei im Osten und einem Kirchturm auf quadratischem Grundriss im Westen, dessen zwei quadratischen Geschosse sich in einem achteckigen Geschoss aus mit Mauerwerk verschaltem Holzfachwerk fortsetzt, das die 1924 von J. F. Weule gebaute Turmuhr beherbergt. Daraus sitzt ein weiteres schiefergedecktes Geschoss für den Glockenstuhl, das mit einem achtseitigen Knickhelm abgeschlossen ist. Die ursprünglichen Glocken, von denen eine noch aus der Vorgängerkirche stammte, mussten 1917 abgegeben werden; die größere der beiden 1924 ersatzweise angeschafften Glocken 1942. Eine zweite Glocke wurde im Rahmen der Turmsanierung 2004 angeschafft. 
Der Innenraum wurde 1954–58 umgestaltet. Bei der Wiederherstellung des Außenputzes 1967 kam es zur Entfernung der schmückenden Elemente wie Maßwerk und Bogenfriese. 2005 wurde der Kirchturm mit seiner ursprünglichen Gliederung des Putzes wiederhergestellt. Zur Kirchenausstattung im Innenraum wurde eine von dem Maler Franz Bannholzer Ende des 20. Jahrhunderts angefertigte Nachbildung des Isenheimer Altars hinzugefügt. Die Orgel wurde 1985 von der W. Sauer Orgelbau Frankfurt (Oder) gebaut.